# Daniel Testa
Pour les articles homonymes, voir Testa.
Daniel Testa (né le 2 février 1997) est un chanteur maltais.

## Biographie
Daniel commence sa carrière de chanteur en participant à de petits festivals en 2004. Daniel se classe premier aux Malta Talent Awards de 2005 et 2006 dans la catégorie Enfants et remporte le prix du meilleur espoir. En mars 2007, Daniel Testa signe un contrat de gestion avec Bubbles Entertainment. En septembre 2007, Daniel figure parmi les finalistes du la sélection maltaise pour le Concours Eurovision de la chanson junior et se classe 6e. Il remporte l'édition suivante pour le Concours Eurovision de la chanson junior 2008 avec Junior Swing. La chanson obtient 100 points et finit 4e.
Le 29 novembre 2013, Testa est annoncé comme l'un des 20 demi-finalistes espérant représenter Malte au Concours Eurovision de la chanson 2014 lors d'une édition spéciale de l'émission de télévision Xarabank, avec sa chanson One Last Ride, il finit 3e de la finale. Il revient en 2015 avec Something in the way et prend la 6e place en finale. Il est à nouveau là en 2016 avec Under The Sun où il finit dernier des 14 finalistes.
Par ailleurs, Daniel Testa est animateur de radio pour la radio maltaise 89.7 Bay.